# Aglif
Aglif  (in arabo اكليف‎?) è un centro abitato e comune rurale del Marocco situato nella provincia di Essaouira, regione di Marrakech-Safi. Conta una popolazione di 8 028 abitanti (censimento 2014).